# 문보령
문보령(文寶玲, 1983년 4월 15일 ~ )은 대한민국의 배우이다.

## 학력
- 단국대학교 연극영화과 휴학

## 드라마
| 연도 | 방송사       | 제목                                             | 배역   | 비고    |
| ---- | ------------ | ------------------------------------------------ | ------ | ------- |
| 2003 | KBS2         | 나는 이혼하지 않는다                             |        | 162부작 |
| 2008 | MBC 드라마넷 | 전처가 옆방에 산다                               | 예서   | 16부작  |
| 2009 | KBS1         | 청춘예찬                                         | 이순결 | 75부작  |
| 2012 | KBS2         | KBS 드라마 스페셜 연작 시리즈 - 소녀 탐정 박해솔 | 신유진 | 4부작   |
| 2012 | KBS1         | 별도 달도 따줄게                                 | 차경주 | 129부작 |
| 2013 | JTBC         | 네 이웃의 아내                                   | 은채   | 22부작  |
| 2014 | KBS2         | 천상여자                                         | 서지희 | 103부작 |
| 2014 | MBC          | 야경꾼 일지                                      | 모연월 | 24부작  |
| 2015 | SBS          | 어머님은 내 며느리                               | 김수경 | 136부작 |
| 2018 | SBS          | 나도 엄마야                                      | 오혜림 | 124부작 |
| 2020 | SBS          | 엄마가 바람났다                                  | 이은주 | 122부작 |

## 영화
| 연도 | 제목          | 배역 | 비고 |
| ---- | ------------- | ---- | ---- |
| 2014 | 캠퍼스 S 커플 | 아영 |      |

## 연극
- 2007년 연극 《관객모독 시즌2》
- 2021년 연극 《꽃은 사절합니다.》

## 뮤지컬
- 2010년 10월 15일 ~ 2010년 12월 31일 뮤지컬 《위대한 캣츠비》 ... 페르수 역
- 뮤지컬 《지저스 크라이스트 슈퍼스타》

## 음반
- 2009년 청춘예찬 O.S.T - 뭐니뭐니